# Chris Ethridge
John Christopher “Chris” Ethridge (Meridian, 10 febbraio 1947 – Meridian, 23 aprile 2012) è stato un bassista, polistrumentista e compositore statunitense membro della International Submarine Band e dei Flying Burrito Brothers, e turnista per molti artisti degli anni ‘70 e fu il Bassista nel secondo album di Ry Cooder del 1971 " Into the Purple Valley ".
Spesso sottovalutato, e poco conosciuto dal grande pubblico, ha dato prova di essere un ottimo bassista in brani come Do Right Woman e My Uncle, presenti sull’album The Gilded Palace of Sin.

## Strumentazione
Ethridge era solito utilizzare bassi Fender, in particolare un Fender Precision Bass degli anni ‘60, utilizzato nel periodo in cui militava nei Flying Burrito Brothers.